# Текниколор
Текниколор (на английски: Technicolor) е компания в сферата на електрониката със седалище в Париж.
Thomson е основана през 1879 г. от Елиху Томсън. Следва разрастване на компанията чрез закупуване на редица фирми като Telefunken, Nordmende и SABA. До към края на 80-те години на 20 век Thomson е известен и като производител на полупроводници.
Към групата на Thomson принадлежи и фирмата ТТЕ, която е един от най-големите производители на телевизори и части за такива.